# Нищо за Украйна без Украйна
„Нищо за Украйна без Украйна“ (англ. Nothing about Ukraine without Ukraine) — принцип на външната политика, който става актуален по време на руско-украинската война, особено след пълномащабната инвазия на Руската федерация в Украйна на 24 февруари 2022 г. 

## Значение
По-разширеното тълкуване на тези думи ще рече, че не може да има никакви преговори, например за прекратяване на огъня по време на руско-украинската война, без участието на Украйна на масата за преговори.
Този израз е частен случай на формулата Нищо за нас без нас познат от 16 век в Централна Европа, когато в Кралство Полша приемат Закона "Nihil novi, който забранява на кралете да приемат нови закони без съгласието на благородниците.

## До пълномащабната руска инвазия
Формулировката „Нищо за Украйна без Украйна“ се чува неведнъж по време на опитите за мирно уреждане на войната в Донбас (2014—2022) в рамките на Нормандския формат.
Например на 29 март 2021 г. в отговор на информацията за подготовка на тристранна видеоконференция между президента на РФ Владимир Путин и другите лидери на Нормандския формат —  германския канцлер Ангела Меркел и президента на Франция Еманюел Макрон — без участието на Украйна официалният говорител на Министерството на външните работи на Украйна Олех Николенко заявява: "Нашата позиция е ясна: нищо за Украйна без Украйна. Само пълен "нормандски формат" отваря перспективата за напредък в разрешаването на руско-украинския въоръжен конфликт". Научният сътрудник на [[Атлантически съвет на САЩ|Атлантическия съвет] Питър Дикинсън потвърждава думите на Николенко: "«Нищо за Украйна без Украйна» остава един от крайъгълните камъни в подхода на Киев към мирните преговори от началото на военните действия преди седем години".
През януари 2022 г. формулировката „Нищо за Украйна без Украйна“ беше обявена от държавния секретар на САЩ Антъни Блинкен един месец преди пълномащабното нахлуване на Русия в Украйна. На 11 януари 2022 г. ръководителят на Офиса на президента на Украйна Андрий Ермак на среща с водещи европейски медии заявява: „Получихме гаранции от президента на САЩ Джоузеф Байдън и всички наши западни партньори, че никакви въпроси, касаещи нашата страна и нейната сигурност, няма да бъдат обсъждани без нейно участие. И по време на всички преговори ще се спазва принципът „нищо за Украйна без Украйна“.

## След пълномащабната руска инвазия

### Позицията на западните лидери
На 31 май 2022 г. президентът на САЩ Джо Байдън публикува във вестник “Ню Йорк Таймс” статията „Какво ще и какво няма да прави Америка в Украйна“, в която той посочва:
Моят принцип през цялата тази криза беше: «Нищо за Украйна без Украйна». Няма да оказвам натиск върху украинското правителство – нито в частен ред, нито публично – с цел постигане на някакви териториални отстъпки. Това би било погрешно и против установените принципи.
.

На 22 юни 2022 г. канцлерът на Германия Олаф Шолц пише в Twitter:
Украйна — и само Украйна — решава какво е правилно за тях. Нищо за Украйна без Украйна! 
Байдън повторя същия принцип и на пресконференция на Срещата на върха на Г-20 в Бали през ноември 2022 г.: „... ние няма да водим никакви преговори (за компромис между Русия и Украйна). Не — нищо за Украйна без Украйна. Това е решение, което трябва да вземе Украйна."

### Позицията на НАТО
На 12 юли 2023 генералният секретар на НАТО Йенс Столтенберг на заключителната пресконференция след Срещата на върха на НАТО през 2023 г във Вилнюс заявява:
...преговорите за разрешаването на конфликта в Украйна ще се състоят само когато Украйна е готова за преговори. И както ние многократно сме заявявали, нищо за Украйна без Украйна.
По време на конфликта тази формулировка се появява от време на време в информационното пространство в контекста на опровергаване на слуховете за възможни преговори зад гърба на Украйна